# Theseis
Die Theseis ist der Titel vieler antiker dichterischer Bearbeitungen der Sage des griechischen Helden Theseus. Keines dieser Werke blieb erhalten.
In der Ära der Peisistratiden-Tyrannis in Athen im späteren 6. Jahrhundert v. Chr. avancierte Theseus immer stärker zum athenischen Staats-Heros, dessen mythische Biographie wohl in einem großen Epos, der Theseis, zusammengestellt wurde. Aus dieser anonymen, in Hexametern abgefassten Dichtung sind zwei Testimonien erhalten. Demzufolge waren in dem Epos die Beziehung des Theseus mit der Amazonenkönigin Antiope sowie deren Attacke mit ihren Kriegerinnen auf Theseus bei seiner Vermählung mit Phaidra behandelt, ferner die dabei erfolgte Tötung der Amazonen durch Herakles und Theseus’ Hilfeleistung bei der dritten von insgesamt zwölf Arbeiten des Herakles, die im Einfangen der Kerynitischen Hirschkuh bestand. Diese Theseis war wohl in Auswahl und Gestaltung der um den Helden kreisenden Sagen die maßgebliche Quelle für die späteren poetischen Bearbeitungen des Themas sowie die entsprechenden Darstellungen in der bildenden Kunst.
In der nachfolgenden Zeit verfassten zahlreiche Autoren weitere Theseiden (d. h. Theseus-Epen), sodass bereits Aristoteles von mehreren solchen Dichtungen wusste. Von der hellenistischer Zeit bis in die römische Kaiserzeit wurden neue Theseiden, an den jeweiligen Zeitgeschmack angepasst, niedergeschrieben, in der späteren Epoche auch in lateinischer Sprache. Meist sind nur die Namen einiger Autoren dieser Theseiden, so etwa des Pythostratos von Athen, jedoch keine Fragmente überliefert. Abgesehen von der oben erwähnten anonymen Theseis sind nur aus dem Theseus-Epos eines Diphilos, der in alexandrinischer Zeit lebte und nicht näher bekannt ist, zwei Hinkiamben erhalten, in denen die Beteiligung des Helden an einer Olympiade geschildert wird.